# Girolamo Verallo
Girolamo Verallo (Cori, 1497 – Roma, 10 ottobre 1555) è stato un cardinale e arcivescovo cattolico italiano.

## Biografia
Era figlio di un medico romano legato ai Farnese, Girolamo Verallo e di sua moglie Giulia Giacobazzi, nonché nipote del cardinale Domenico Giacobazzi. Studiò diritto e ricoprì le cariche di referendario della Segnatura Apostolica, uditore di Rota e uditore del Sacro Palazzo. Intraprese poi la carriera diplomatica e prese parte a missioni presso Carlo V e Francesco I;  fu legato papale a Venezia, dove conobbe e sostenne Ignazio di Loyola e i suoi compagni.
Il 20 agosto 1540 venne eletto vescovo di Bertinoro e nominato nunzio presso l'imperatore Ferdinando d'Asburgo. Ebbe l'incarico diplomatico di presentare la bolla Initio nostri huius pontificatus che convocava il Concilio di Trento e di convincere i vescovi tedeschi e ungheresi a partecipare al Concilio.
Fu poi vescovo di Caserta, metropolita di Rossano, vescovo di Capaccio e nunzio apostolico in Austria.
Venne creato cardinale da papa Paolo III nel concistoro dell'8 aprile 1549; ebbe il titolo di San Martino ai Monti e di San Marcello, prefetto del tribunale della Segnatura Apostolica e membro del tribunale dell'Inquisizione.
Nel 1551 fu inviato in una missione diplomatica presso Enrico II di Francia per negoziare la fine della guerra di Parma. In questa missione ebbe come datario, cioè segretario, Giambattista Castagna, il futuro papa Urbano VII.
Partecipò al conclave del 1549-1550 e ai due conclavi del 1555 che elessero papa Giulio III, papa Marcello II e papa Paolo IV.
Dopo la morte venne sepolto nella chiesa di Sant'Agostino a Roma.

## Successione apostolica
La successione apostolica è:
- Papa Urbano VII (1553)